# Chanaresuchus
Genre
Espèces de rang inférieur
- † C. bonapartei Romer, 1971
- † C. ischigualastensis Trotteyn, Martínez & Alcober, 2012

Chaneresuchus, dont le nom signifie « Crocodile de la formation de Chañares », est un genre éteint d'archosauriformes du Trias d'Argentine et du Brésil.

## Découvertes
Les fossiles de Chaneresuchus sont connus du Trias moyen et supérieur de l'état du Rio Grande do Sul au Brésil et du Trias supérieur de la province de La Rioja en Argentine. Deux espèces sont actuellement connues. L'espèce type Chanaresuchus bonapartei, découverte dans la formation de Chañares datée du Ladinien, a été nommée en 1971 et l'espèce Chanaresuchus ischigualastensis  a été nommée en 2012 à partir de restes fossiles recueillis dans la Formation d'Ischigualasto, datée du Carnien terminal. C. bonapartei a été trouvée également dans la formation de Santa Maria au Brésil.